# Wernher der Gartenaere
Pour les articles homonymes, voir Gaertner.
Wernher der Gartenaere ou Wernher der Gärtner, est le nom d'un auteur de langue allemande de la région du Lac de Constance, bavarois ou autrichien, du milieu du XIIIe siècle. Il est l'auteur du poème médiéval Meier Helmbrecht, texte décrivant les aspirations d'un fils de paysan à devenir chevalier d'un fils de paysan, attiré par la vie de rapines qui s'ouvrirait alors à lui.
On ne sait rien de plus à son sujet : son nom laisse supposer qu'il a pu être le jardinier d'un monastère, le propriétaire d'un jardin ou d'une terre de la classe moyenne de la paysannerie, ou plus probablement (comme nom d'agent du verbe ancien garten : mendier) un chanteur itinérant qui contre rémunération, interprétait ses compositions devant une assemblée cultivée.